# Château du Greifenstein (Alsace)
Pour les articles homonymes, voir Greifenstein.
Le château du Greifenstein est un château fort du XIIe siècle en ruine, situé sur le massif des Vosges dans la forêt domaniale de Saverne en Alsace. Les fortifications sont construites à 360 mètres d'altitude sur un promontoire rocheux de la Schlosserhœhe (463 m) qui domine la confluence des vallées du Ramsthal et de la Zorn dont il surveillait les accès.
Le site est en réalité occupé par deux château d'âges différents : le Vieux Greifenstein établi au XIIe siècle et le Petit Greifenstein datant du XIIIe siècle. Le nom du château vient de l'allemand Greif-, le griffon, et de -stein, la pierre, ce suffixe semblant être commun à de nombreuses forteresses construites en pierre sur des éperons rocheux – aussi appelées spornburg (de) – à partir du XIIe siècle par opposition aux primitives mottes castrales.
Il fait l’objet d’un classement au titre des monuments historiques depuis décembre 1898.

## Localisation
À la sortie de Saverne vers Lutzelbourg par la D 132, prendre la route à droite vers l'étang du Ramsthal. Puis suivre le sentier du Club vosgien balisé par un rectangle bleu.

## Historique

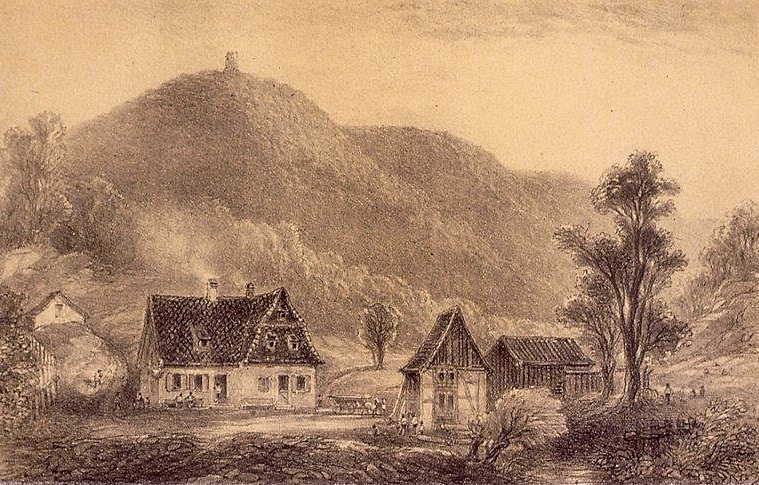
Le Ramsthal et le château de Greifenstein, Eugène Laville, 1849.

Le château est cité pour la première fois en 1156 dans une charte de l'évêque de Strasbourg, un Merboto de Greifenstein, probablement en parenté avec les sires de Greinfenstein. Le château est sans doute une possession épiscopale que les Ochsenstein tiennent en 1217 à titre de fief et les Grifenstein comme arrière-fief. Le château est mentionné comme une possession épiscopale alors que un second château nommé le Petit Greifenstein a été édifié à l'Est de l'éperon rocheux. 
La lignée des seigneurs de Greifenstein s'éteint en 1457, après une réintégration par l'évêque, les deux châteaux du Greifenstein sont cédés au comte de Palatin. Ce dernier étant en guerre avec le prince électeur du Palatin Frédéric-le-Victorieux dont les troupes sont commandées par le seigneur Louis de Lichtenberg s'empare des deux châteaux en 1470. Par la suite l'évêque de Strasbourg réintègre à nouveau ses droits sur les deux châteaux, le petit château du Greifenstein sera alors gardé par un détachement de troupes strasbourgeoises. 
Cependant les deux châteaux vont être abandonnés au fil des décennies qui suivent, ils sont qualifiés de ruines en 1643. Les plus belles pierres du parement du donjon principal seront arrachées de ce dernier pour être utilisées par la suite dans la construction du palais épiscopal de Saverne, le château des Rohan.

## Description

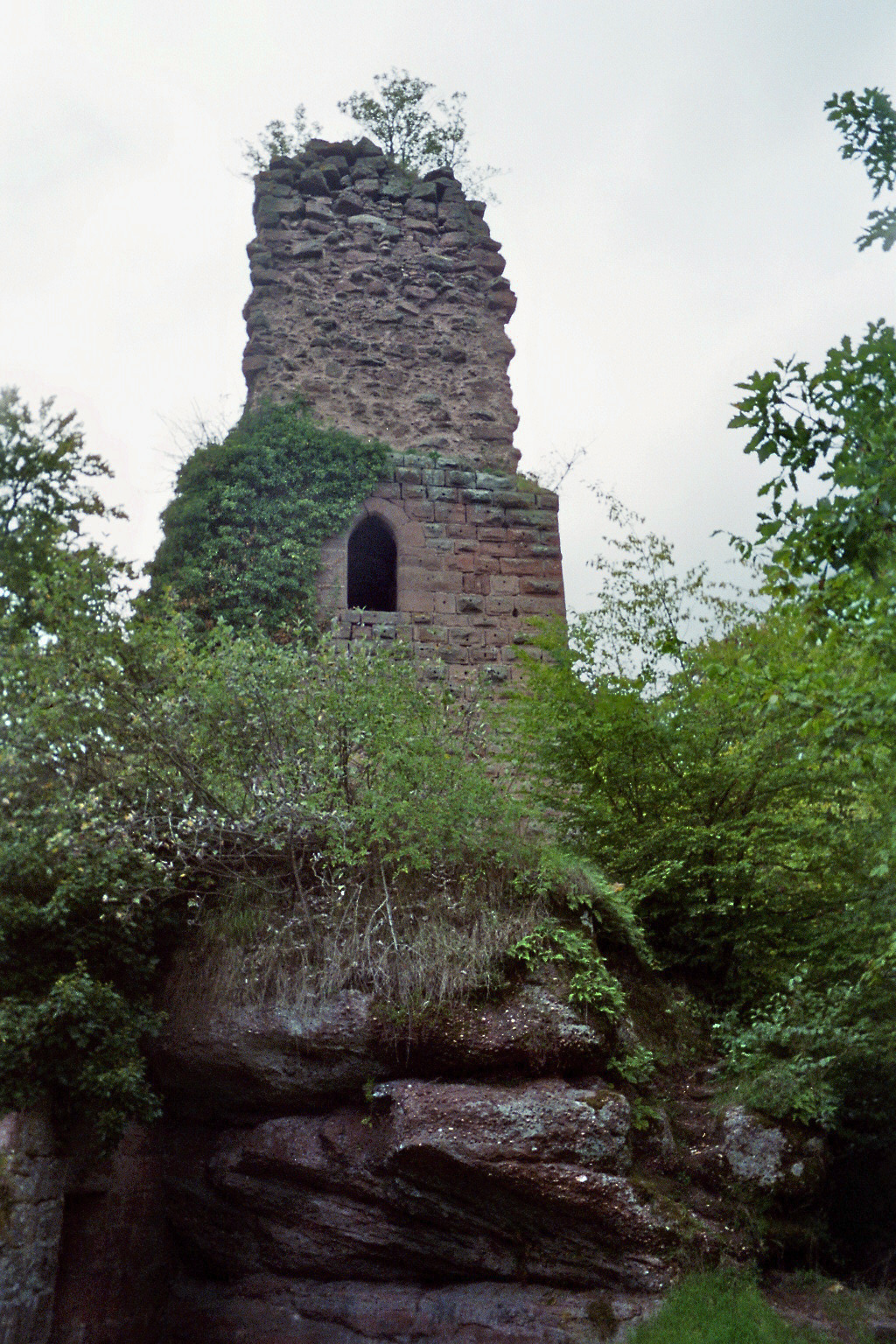
Petit Greifenstein.

On distingue deux châteaux séparés par un large fossé. Le plus ancien possède le plus large donjon d'Alsace avec ses treize mètres de côté. Une tour rénovée se dresse entre les deux donjons au milieu de l'ouvrage. Elle était probablement rattachée au Grand Greifenstein. De sa terrasse on possède une vue imprenable sur Saverne, le Haut-Barr, le Grand-Geroldseck, la vallée de la Zorn et la chapelle Saint-Vit.

## Légendes
Le château serait hanté par une dame blanche qui se transforme chaque vendredi en un crapaud particulièrement hideux avec une clé en or dans la bouche. Ce spectre serait celui d'une jeune femme très avare. Elle est condamnée à hanter les ruines tant qu'un jeune homme ne l'embrasse pas et ne s'empare pas de la clé qu'elle a dans la bouche, clé qui donnerait accès aux richesses amassées par la dame de son vivant.